# 霍比奥苏丹国
霍比奥苏丹国（阿拉伯语：‎），即奥比亚王朝，是19世紀由索馬里人在索馬里中部、埃塞俄比亚东部成立的國家，建於1870年代为马吉尔廷王朝统治者奥斯曼·馬哈茂德的堂兄弟优素福·阿里·肯纳迪建立。
优素福·阿里·肯纳迪最初的目标是控制堂兄弟.奥斯曼·穆罕默德的马吉尔廷王朝。但是，计划没有成功，他被放逐到了也门。19世纪70年代，肯纳迪带着一批忠实的哈德拉毛鳥銃手从阿拉伯半岛返回。在他们的援助下，他设法压制当地的哈维耶部族，1878年建立霍比奥王国 1925年12月26日，霍比奥苏丹国被意大利王国灭亡，并入意属索馬里。